# Echiniscus weisseri
Echiniscus weisseri är en djurart som tillhör fylumet trögkrypare, och som beskrevs av Walter Maucci 1978. Echiniscus weisseri ingår i släktet Echiniscus och familjen Echiniscidae. Inga underarter finns listade i Catalogue of Life.